# Movimento dos homens

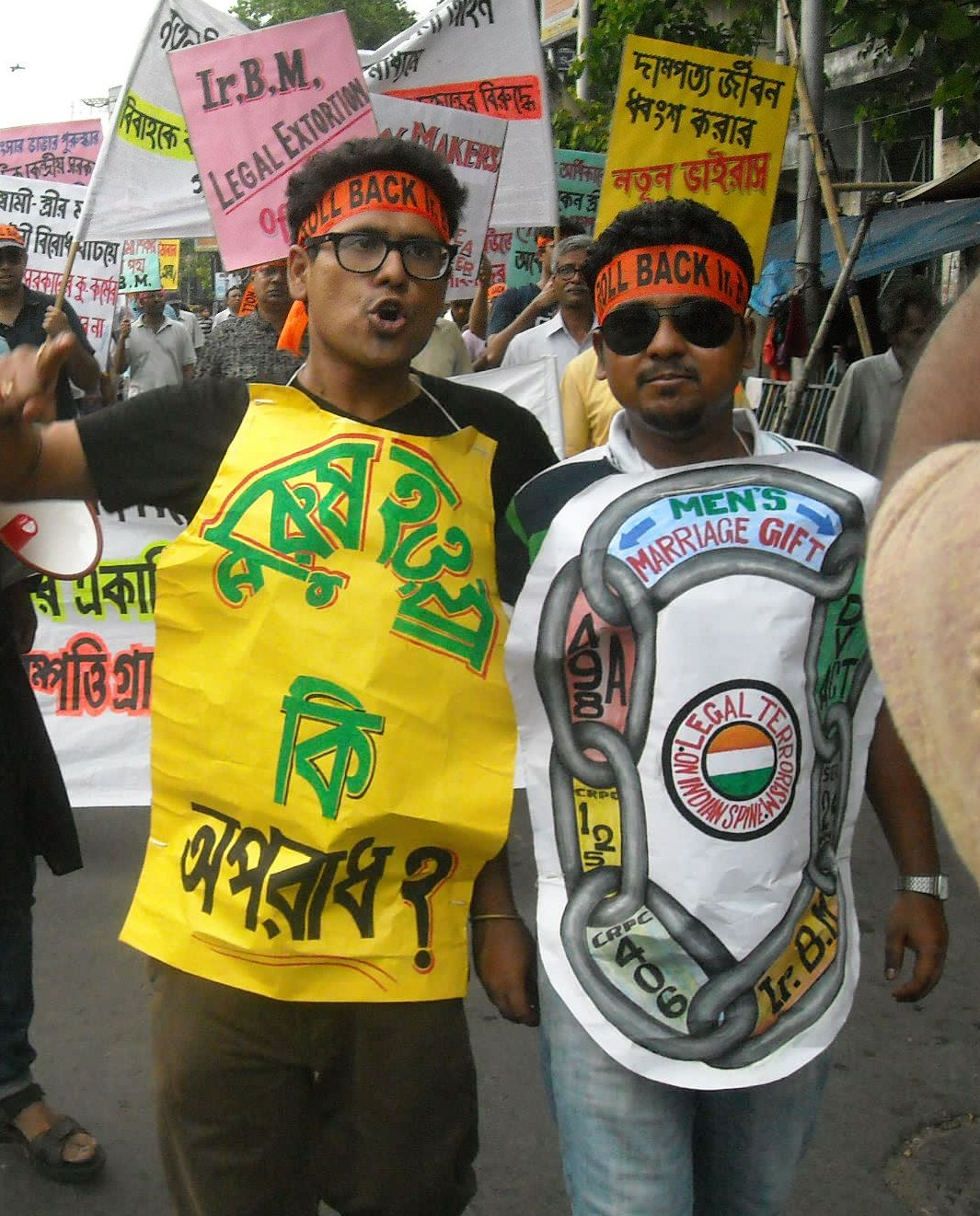
Movimento direitos dos homens em Bengala. Mostra a um homem perguntando se é um pecado nascer homem.

Os movimentos de homens são movimentos sociais que consistem em grupos e organizações de homens que se centram em questões de gênero e cujas actividades vão desde a autoajuda e o apoio ao conciliábulo e activismo. Entre os principais, os movimentos de homens incluem o movimento de libertação dos homens, o movimento dos homens profeministas, o movimento mitopoético de homens, o movimento direitos do homem e o movimento dos homens cristãos, especialmente representado pelos Promise Keepers.el movimento é predominantemente ocidental e surgiu nas décadas de 1960 e 1970.

## Movimento de libertação dos homens
O movimento de libertação dos homens consistia em uma "rede de homens conscientemente envolvidos em atividades relacionadas com os homens e o gênero. Surgiu na cultura ocidental ao final dos anos 1960 e 1970 em resposta aos movimentos das mulheres e ao feminismo". Enquanto tinham muitos dos sinais de identidade dos grupos terapêuticos e de auto ajuda, grupos do movimento dos homens começaram a ver o crescimento pessoal e a melhora das relações com outros homens como uma mudança insuficiente. Mais necessária seria uma mudança simultânea na sociedade e nas ideologias que discriminavam diferentes formas de ser homem. Ativistas do movimento dos homens que simpatizam com pontos de vista feministas se preocupam com a deconstrução da identidade masculina e da masculinidade, seguindo o exemplo das primeiras feministas que criticavam o papel de gênero tradicional das mulheres. Os membros do movimento de libertação dos homens usava a linguagem da teoria dos papéis sexuais para argumentar que o papel masculino de gênero era igualmente restritivo e prejudicial aos homens. Alguns homens liberacionistas descontextualizavam as relações de gênero e argumentavam que os papéis sexuais eram igualmente prejudiciais para ambos sexos, as mulheres e os homens estavam oprimidos por igual.
Em meados dos anos 1970, o movimento de libertação dos homens tinha-se dividido em dois ramos separados por pontos de vista opostos: O movimento dos homens pró-feminista  e o movimento dos direitos dos homens antifeminista. Depois isto, o movimento de libertação dos homens praticamente desapareceu.

## Movimento de homens profeministas
O movimento de homens profeministas surgiu do movimento de libertação dos homens em meados da década de 1970. A primeira conferência sobre o homem e a masculinidade, celebrada em Tennessee em 1975, foi uma das primeiras atividades organizadas pelos homens profeministas nos Estados Unidos. O movimento dos homens profeministas foi influenciado pela segunda onda do feminismo, o Black Power,  movimento estudantil, o movimento contra a guerra e movimentos sociais LGBT das décadas de 1960 e 1970. É o ramo dos movimentos de homens que pelo geral abraça os objetivos igualitários do feminismo.
Os homens profeministas têm questionado o ideal cultural da masculinidade tradicional. Eles argumentam que as expectativas sociais e a normas têm obrigado aos homens a estarem em papéis de gênero rígidos, limitando sua capacidade de se expressar e restringindo suas opções aos comportamentos considerados como socialmente aceitáveis para os homens. Por outra parte, os homens profeministas têm tratado de eliminar o sexismo e reduzir a discriminação contra as mulheres. Têm feito campanha junto às feministas numa variedade de temas, incluindo a Emenda de Igualdade de Direitos, os direitos reproductivos, as leis contra a discriminação no emprego, o cuidado asequible dos meninos e para finalizar a violência sexual contra as mulheres.
Entre os escritores profeministas significativos encontram-se David Tacey, Raewyn Connell, Robert Jensen, Jackson Katz e Dom Edgar.

## Movimentos direitos do homem e dos pais

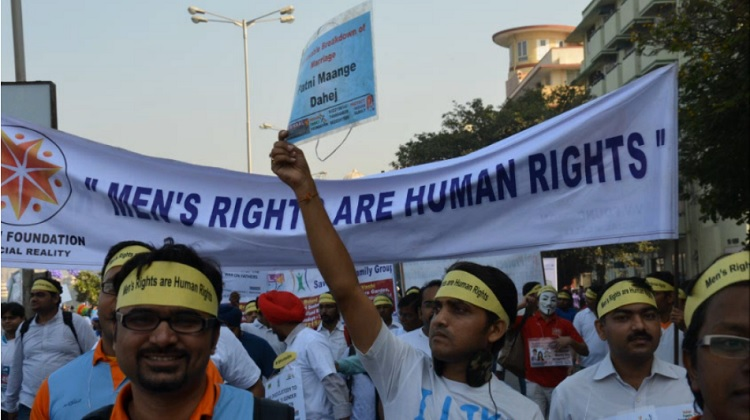
Manifestação do movimento direitos do homem, Índia

O movimento direitos do homem separou-se do movimento de libertação dos homens a mediados e finais de 1970 Centrou-se especificamente nos temas relacionados com a discriminação e as desigualdades que enfrentavam os homens. O MDH tem participado numa variedade de temas relacionados com a lei (incluindo direito de família, a paternidade, a reprodução e a violência doméstica), serviços públicos (como a educação, o serviço militar e os sistemas de segurança social ) e saúde.
O movimento direitos dos pais é um subconjunto do movimento direitos do homem. Seus membros interessam-se principalmente em assuntos relacionados com o direito de família, incluindo custodia-a dos filhos e sua manutenção, que afecta aos pais e seus meninos.
Entre os ativistas prominentes dos direitos dos homens pode-se mencionar a Warren Farrell, Herb Goldberg, Richard Doyle e Alça Baber. Glenn Sacks é um activista dos direitos dos pais.

## Movimento mitopoético de homens
O movimento mitopoético de homens é baseado em perspectivas espirituais derivadas do psicoanálise e especialmente do trabalho de Carl Jung. É menos político que os movimentos pró-feministas e direitos do homem e se centra na autoajuda. É chamado "mitopoético" por sua ênfase na mitologia comunicada como poesia, com alguma apropriação de elementos da cultura indígena, por exemplo de indígenas norte-americanos seu mitologia e conhecimentos. Robert Bly, um mitopoético destacado, tem criticado aos "homens débeis" e sustentou que os garotos devem ser iniciados na masculinidade com o fim de aceder à "energia de Zeus", o qual, de acordo com Bly é "a autoridade masculina", que "abarca a inteligência, a boa saúde, a decisão compassiva, a boa vontade, a liderança generosa." Os homens mitopoéticos enfatizam "honrar ao idoso", "recuperar" os pais, e "desatar o selvagem interior", mas com uma ênfase no impacto da ausência do pai no desenvolvimento psicológico dos homens.
A masculinidade considera-se inclui padrões e arquétipos profundos inconscientes que são revelados através do mito, os relatos e o ritual, tal como sustentam as teorias derivadas da psicologia analítica ou "profunda".
Existe certa sobreposição com as perspectivas dos movimentos de direitos do homem e de libertação dos homens.
As atividades incluem:
- Programas de tutoría para homens, baseados na crença de que os varões maduros devem ajudar aos meninos a se converter em adultos sãos.
- Acampamentos rituais, com percussão e narração de contos
- Grupos de apoio
- Tentativas de desenvolver planos de estudos dentro dos programas para os rapazes nas escolas.

Entre os autores mitopoéticos prominentes pode-se mencionar a Robert Bly, James Hillman, Michael J. Meade, Sam Keen, Robert L. Moore e Stephen Biddulph.

## Terminologia
Os sociólogos Michael Messner e Michael Flood têm argumentado que o termo "movimento" é problemático, já que, a diferença de outros movimentos sociais, os movimentos de homens tem tido um enfoque sobretudo terapêutico, são internamente contraditórios e se compõem de membros do que argumentam é um grupo privilegiado.